# Philotrain
Philotrain is sedert 1977 een Nederlandse fabrikant van handgemaakte messing modeltreinen. Er wordt vooral in schaal 0 (1:43,5) en H0 (1:87) (zie de lijst van modelspoorschalen) gefabriceerd, maar in kleine oplages. De modellen zijn zeer gedetailleerd, en de prijzen lopen uiteen van enkele honderden tot enkele duizenden euro's.
Daarnaast importeert Philotrain modellen van enkele buitenlandse merken, vrijwel allemaal fabrikanten van zeer gedetailleerde messing modellen in kleine oplages.
Doordat de modellen duur zijn, is Philotrain geen merk voor de gemiddelde modelspoorhobbyist. De modellen komen meer in vitrines terecht, hoewel de meeste modellen goed op een goed aangelegde tweerail gelijkstroom modelspoorweg kunnen rijden.